# Wushen
Wushen (kinesiska: 五申, 五申镇) är en köping i Kina. Den ligger i den autonoma regionen Inre Mongoliet, i den norra delen av landet, omkring 63 kilometer sydväst om regionhuvudstaden Hohhot. Antalet invånare är 21016. Befolkningen består av 10 067 kvinnor och 10 949 män. Barn under 15 år utgör 11,0 %, vuxna 15-64 år 75 %, och äldre över 65 år 13,0 %.
Genomsnittlig årsnederbörd är 630 millimeter. Den regnigaste månaden är juli, med i genomsnitt 178 mm nederbörd, och den torraste är januari, med 3 mm nederbörd.